# Aeroportul Saravane
Aeroportul Saravane (IATA: VNA, ICAO: VLSV) este un aeroport din Laos.
Situat la o altitudine de 175 m, aeroportul dispune de o singură pistă.